# Битва у острова Хансан
«Битва у острова Хансан» (кор. 한산: 용의 출현) — южнокорейский военно-исторический художественный фильм режиссёра Ким Ханмина. Мировая премьера состоялась 27 июля 2022 года в форматах IMAX, 4DX и ScreenX. Это второй фильм из трилогии Ханмина о значимых эпизодах Имдинской войны и корейском флотоводце Ли Сунсине, но исторические события, показанные в фильме, предшествуют сюжету «Битвы за Мён Рян», вышедшей 30 июля 2014 года. Третья и завершающая кинокартина трилогии, «Битва в проливе Норян», вышла в декабре 2023 года, в ней показано последнее крупное столкновение армий Кореи и Японии.
В фильме описываются предшествовавшие сражению события, а также изображается собственно морская битва у острова Хансан, которая произошла в августе 1592 года, за пять лет до битвы при Мённян, на которой фокусируется сюжет фильма 2014 года.

## Синопсис
1592 год. Имдинская война. Корейский Флот Чосон во главе с адмиралом Ли Сунсином даёт бой захватническим военно-морским силам Японии у острова Хансан.

## Сюжет
После морского сражения при Сачхоне, даймё Вакидзава Ясухару прибывает на японскую военно-морскую базу в Пусане, чтобы взять на себя командование флотом и противостоять угрозе, исходящей от корейского флотоводца Ли Сунсина. Выжившие в битве рассказывают о новом тяжёлобронированном судне корейцев, которое окрестили боккайсен, в честь морского чудовища из японской мифологии, и мекурабунэ («слепой корабль»). Тем не менее, последнее сражение выявило некоторые важные недостатки в его конструкции, такие как жёстко закреплённый таран в виде головы дракона на носу, который, хоть и устрашает противника, но всё же склонен к застреванию после таранной атаки. Также была отмечена более слабая боковая броня мекурабунэ. Вакидзава соглашается объединить силы с остальной частью японского флота, чтобы обеспечить решающий успех в их кампании по завоеванию Кореи, а затем и Китая.
На военно-морской базе Левая Чолла в городе Йосу Ли Сунсин собирает корейских адмиралов на совет, посвящённый предстоящим военно-морским операциям. Вон Гюн, командующий Западным флотом, выступает за оборонительную позицию, и не поддерживает тактику упреждающих ударов. После того, как японцы разграбили Пхеньян, а о бегстве корейского вана в Ыйджу узнала вся держава, корейские командиры начинают соглашаться с Вон Гюном. В одну из ночей Ли Сунсину видится сон, навеянный событиями, когда он был генералом кавалерии в войне против чжурчжэней, после чего задумывает применить в морском сражении новое тактическое построение, которое он называет «Крыло журавля», оно имеет форму полумесяца и предназначено для удара по врагу с трёх сторон. Ли Сунсин также завоёвывает уважение Чунсы, самурая, пленённого в Сачхоне после того, как тот ранил Ли выстрелом из аркебузы; Чунса присягает на верность адмиралу. Между тем отряд японских шпионов обнаруживает базу Ли Сунсина, освобождает заключённых соотечественников, пытается поджечь корабли, а также ворует проектные чертежи судов. Ли спешит в Сачхон, чтобы встретиться с главным инженером флота, мастером На Дэ Ёном, который работает над модернизацией корабля-черепахи, и заявляет тому, что не будет использовать суда этого типа в следующей битве, зная, что японцы изучат чертежи и воспользуются недостатками кораблей-черепах.
Узнав о намеченной стратегии корейцев от освобождённых пленников, а также получив подкрепление от военачальников Като Ёсиаки и Куки Ёситаки с бронированными кораблями и пушками нового образца, Вакидзава планирует поскорее перейти в двухстороннее наступление по суше и морю против корейской базы Левая Чолла, но Като не поддерживает такой план. Корейские шпионы в стане японцев, Им Джун Ён и Чон Бо-рым, выявлены, однако им удаётся бежать. Шпионке-куртизанке Чон Бо-рым помогает скрыться Чунса, который, несмотря на спасение из плена японцами, всё же остался верен Ли Сунсину. Вакидзава между тем, отстраняет Като и Куки от командования из-за разногласий, изгоняет их из альянса и захватывает их суда. Он принимает единоличное командование и решает устроить засаду для флота Ли Сунсина в узком проливе Къённэрян. Позже Чунса пытается предупредить Чонджу, крепость, прикрывающую сухопутный проход к военно-морской базе, о приближении к ним японских сил, но корейские солдаты ловят его и связывают. Хотя изначально предупреждению Чунсы не внемлют, Хван Бак, командир ополчения, освобождает японца и предлагает тому сражаться против японских захватчиков вместе.

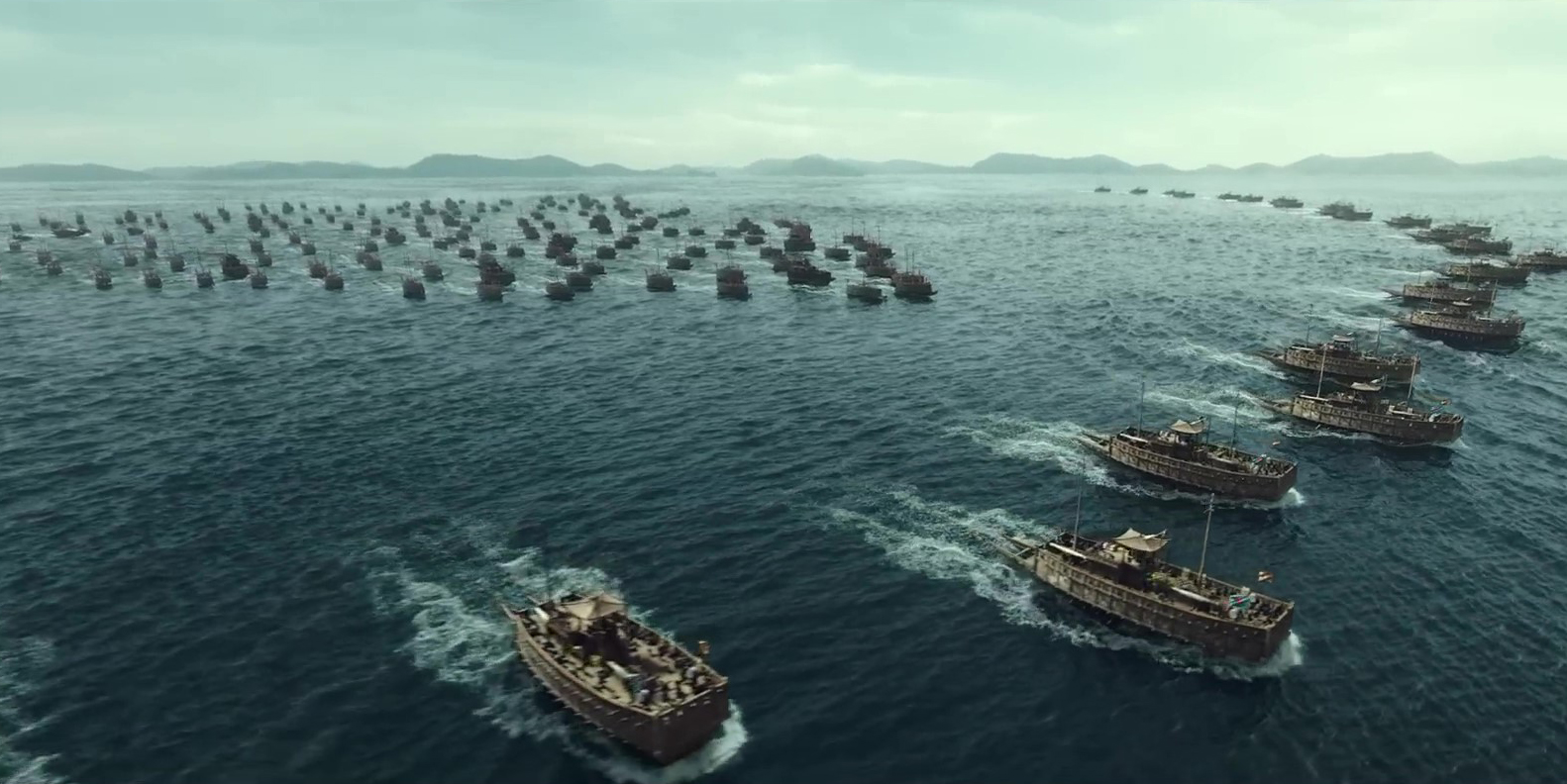
Манёвры судов во время морского боя. Корабли Чосон выстраивают «крыло журавля» (кадр из трейлера)

Узнав о ближайших планах Вакидзавы, Ли Сунсин решает дать врагу бой в открытых водах близ острова Хансан. Когда корейский флот прибывает в пролив, командиры Эо Ён-дам и Ли Ун-рён действуют в качестве приманки для судов неприятеля с целью внезапно взять японский флот в окружение; планируется использовать формацию «Крыло журавля». Японцы вовремя раскрывают этот замысел, хотя теряют несколько судов в одном из узких проливов. Тогда Ли отдаёт команду вывести все суда, постепенно отводя их и формируя целевое построение, что побуждает Вакидзаву преследовать и атаковать корабли корейцев. Когда фланг адмирала Вон Гюна прогибается и вот-вот даёт японцам возможность прорваться через брешь в строю кораблей, Ли Сунсин внезапно вводит в бой корабли-черепахи, которые он держал в резерве по настоянию инженера На Дэ Ёна. Тем не менее, японским силам с трудом удаётся отбиться, после чего адмирал посылает в атаку улучшенную «черепаху», позволяя Эо Ён-даму и Ли Ун-рёну воссоединиться со своими линиями и завершить построение формации. В конце концов, попавшие в ловушку корабли флота Вакидзавы несут тяжёлые потери, многие суда тонут. Последнюю попытку японского адмирала протаранить флагман Ли Сунсина срывает улучшенная «черепаха», а сам он падает в воду, поражённый стрелой Ли. На суше Праведная армия корейцев получает подкрепление и успешно удерживает перевал, хотя Хван Бак погибает в бою.
Затем повествуется о том, как Ли Сунсин продолжает свою кампанию, выигрывая битвы при Анголпо и при Пусане, вынуждая японцев приостановить дальнейшие военно-морские операции и забыть о захвате Китая. Год спустя адмирал возводит новую базу на острове Хансан, месте величайшей на тот момент победы флота Чосон.

## В главных ролях

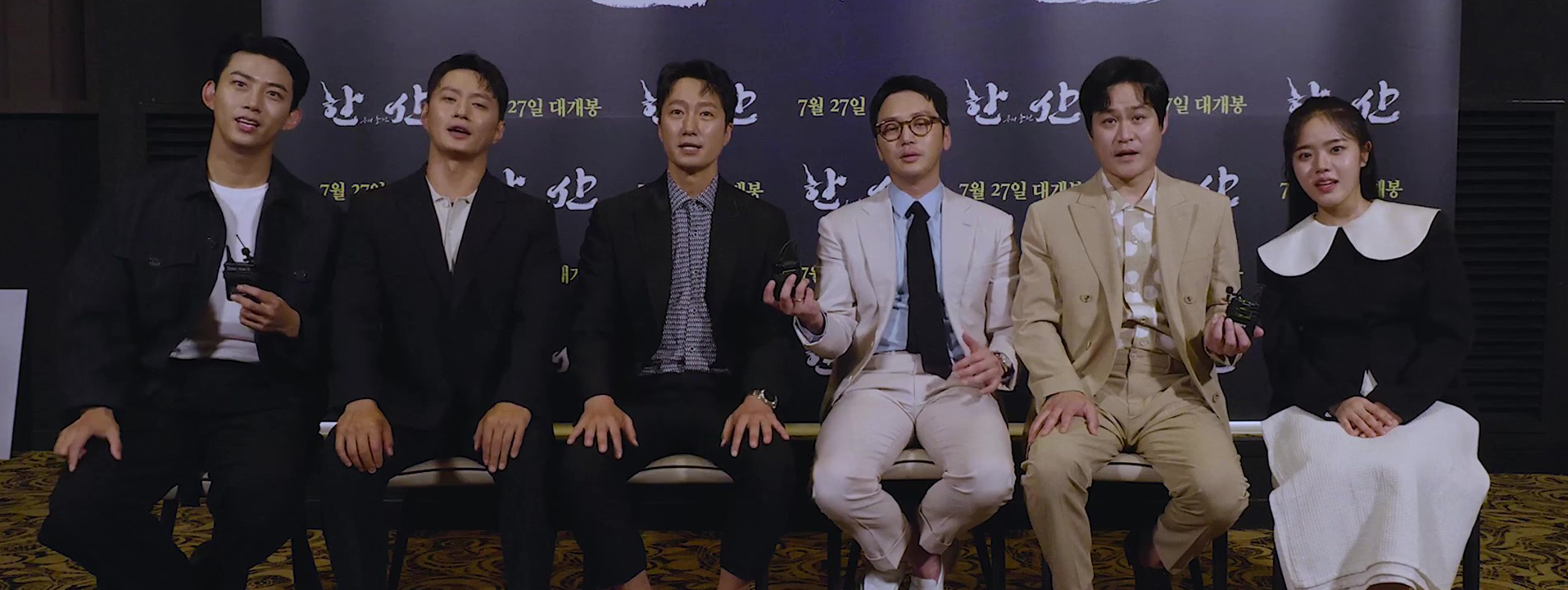
Актёры — исполнители главных ролей. Третий слева — Пак Хэ-иль, исполнивший роль 47-летнего Ли Сунсина.

| Актёр       | Роль                                                                     |
| ----------- | ------------------------------------------------------------------------ |
| Пак Хэ-иль  | Ли Сунсин адмирал флота Чосон                                            |
| Пён Ё-хан   | Вакидзава Ясухару адмирал флота Японии                                   |
| Ан Сон-ги   | Эо Ён-дам командующий флотом Чосон, наблюдающий за южными водными путями |
| Пак Хун     | Ли Ун-рён один из командующих флотом Чосон                               |
| Сон Хён-джу | Вон Гюн командующий флотом Чосон, склонный к оборонительной тактике      |
| Пак Чи-хван | мастер На Дэ Ён инженер, проектирующий корабли-черепахи                  |
| Ким Сон-гю  | японский самурай Чунса перешёл на сторону Кореи                          |
| Ким Сон Гюн | Като Ёсиаки японский генерал и военный соперник Вакидзавы                |
| Ким Хян-ги  | Чон Бо-рым шпионка, проникшая в японский лагерь под видом куртизанки     |
| Ок Тэк Ён   | Им Джун Ён разведчик Корейских сил                                       |

## Разработка

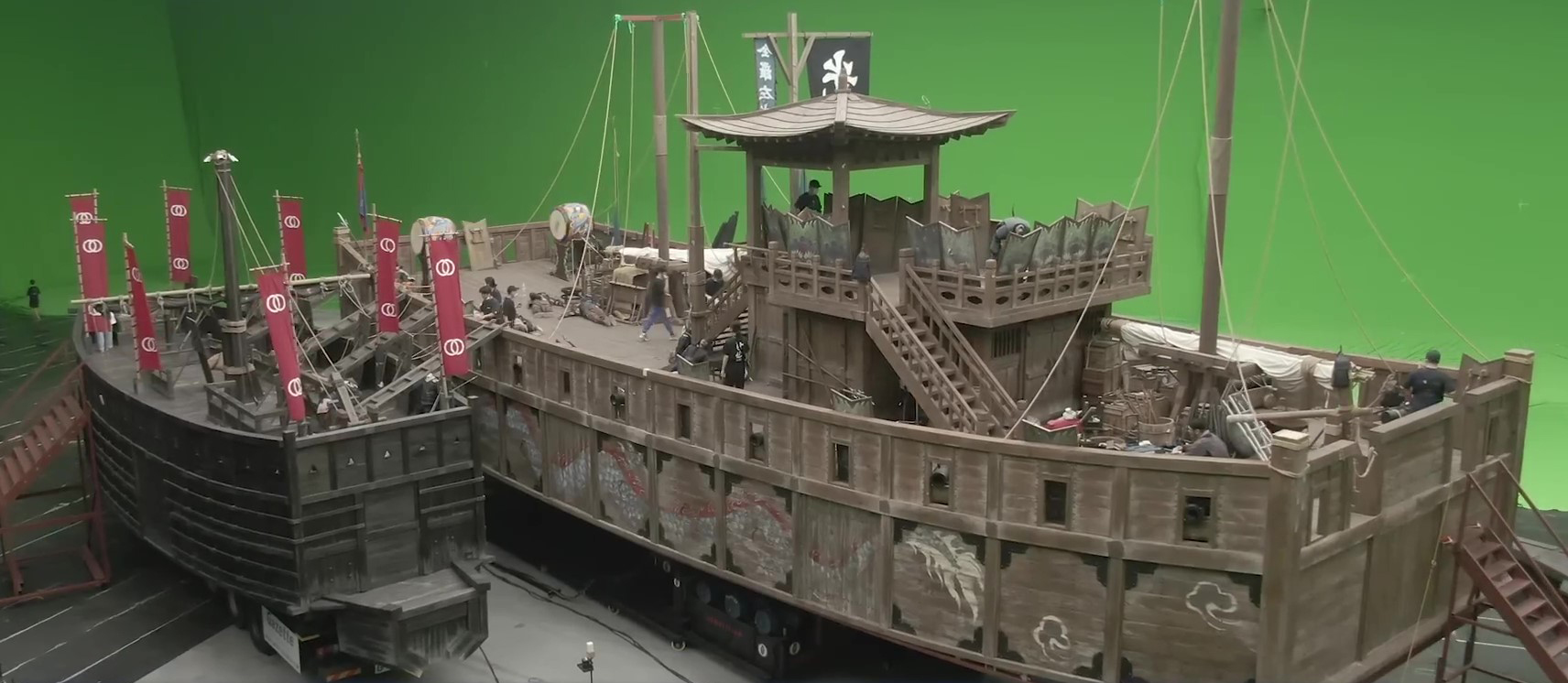
Макет пханоксона, построенный в павильоне для съёмок

В 2013 году во время работы над фильмом «Битва за Мён Рян» руководство кинокомпании-производителя Big Stone Pictures раскрыло планы по созданию ещё двух фильмов, связанных с биографией Ли Сунсина, под предварительными названиями Hansan: Rising Dragon и Noryang: Sea of Death. Судьба потенциальных продолжений зависела от кассового успеха «Адмирала». По итогам проката картина стала самой просматриваемой и самой кассовой за всё время в Южной Корее, после чего производство сиквелов было подтверждено.
Съёмки фильма начались 18 мая 2020 г. Большая часть сцен морских сражений была снята с использованием компьютерной графики, в отличие от предыдущего фильма, который в основном снимался на настоящих судах в море. Декорации для боевых сцен были возведены на конькобежном стадионе Овал Каннына, который использовался во время Олимпийских игр 2018 года в Пхёнчхане. Сцены на суше снимались в Йосу, провинция Чолла-Намдо.
Постпроизводство фильма заняло приблизительно год. Специалисты Чон Чул-мин и Чон Сон-джин отвечали за работу над визуальными эффектами, в то время как общее число привлечённых к работе над картиной составляло около 1000 человек. Во время сцены морского сражения во второй части фильма к диалогам были добавлены субтитры, потому что речи не было слышно из-за звуковых эффектов и фоновой музыки батальных сцен. Этот нюанс получил положительные отзывы публики и в целом положительные отзывы критиков.

## Отзывы и критика
Подобно фильму-предшественнику, картина, в целом, была принята критиками и зрителями сдержанно-положительно, хотя средние оценки всё же оказались несколько ниже. На сайте-агрегаторе Rotten Tomatoes, фильму присвоено 70 % от критиков на основе десяти рецензий.

### В Южной Корее
На родине, где Ли Сунсин является национальным героем, «Битва у острова Хансан» получила самые восторженные отзывы. Отмечались как общая художественная проработка, так и акцент на исторических деталях, а также игра актёров. Особое внимание было уделено визуальной составляющей продолжительного морского сражения во второй половине фильма и её техническая реализация.
В статье для корейского информационного агентства «Йонхап» корреспондент Шим Сун-а описал фильм как «визуально захватывающий, интригующий приквел военно-морского эпоса» с «быстрым и ярким изложением исторической основы» и «захватывающими дух сценами». Другая журналистка, Ким Нара, в своем обзоре для My Daily высоко оценила образ адмирала Ли в исполнении Пак Хэ-иля, а также отметила масштабное 51-минутное морское сражение.

## Кассовые сборы
По данным Корейского совета по кинематографии, на конец 2022 года фильм является вторым самым кассовым южнокорейским фильмом 2022 года с общими сборами в 58,5 млн долларов США и более чем 7,2 миллионами зрителей. Кроме того, фильм занимает 19-ю строчку среди самых кассовых южнокорейских фильмов всех времён и 34-ю по числу проданных билетов.

### Комментарии
1. ↑  В соответствии с новой романизацией корейского языка: Hansan: Yongui Chulhyeon; англ. Hansan: Rising Dragon — «Хансан: Вздымающийся дракон».
2. ↑  Такое название (The Admiral: Roaring Currents) носил фильм «Битва за Мён Рян» в англоязычных странах.